# HD 191104
Désignations
HD 191104 est une étoile de la constellation de l'Aigle. Deux des composants forment un système binaire spectroscopique proche, tandis qu'une troisième étoile, également considérée comme binaire spectroscopique, orbite autour de la paire à une plus grande distance.